# Reserva da Zona Húmida de Azraq
A Reserva da Zona Húmida de Azraq é uma área protegida localizada perto da cidade de Azraq, no deserto oriental da Jordânia. Um oásis para pássaros migratórios, a reserva foi estabelecida em 1978 e cobre 12 quilómetros quadrados. As fontes naturais secaram na zona em 1992 e a maioria das aves migratórias afastou-se, posteriormente, da área. As "primaveras" artificiais são mantidas hoje a fim manter o local um destino turístico.

## História
As zonas húmidas foram criadas há cerca de 250 mil anos, como resultado de serem alimentadas por aquíferos que correspondiam a mudanças geológicas. Azraq tem sido, desde os tempos antigos, o cruzamento de ambas as rotas de comércio humano e migrações de aves.Milhões de metros cúbicos de água doce atraíram caravanas de camelos carregando especiarias e ervas viajando entre a Arábia, a Mesopotâmia e a Síria. Milhões de aves migratórias pararam em Azraq entre a África e a Europa. Entretanto, nos anos 60, a água começou a ser bombeada para suportar a população crescente de Amman. Em 1978, a Sociedade Real para a Conservação da Natureza (RSCN) estabeleceu Azraq como uma reserva de zonas húmidas. Em 1992, no entanto, as fontes secaram, e os aquíferos que jorravam e abasteciam as zonas húmidas cessaram de fornecer. Todos os búfalos de Azraq morreram, e muitas aves migratórias foram para o Mar da Galileia em vez disso.

## Na actualidade
As zonas húmidas de Azraq foram descritas como estando no estado de "colapso ecológico". RSCN continua a lutar uma batalha árdua contra o aumento da população e uma crescente demanda de água. Os 10 000 000 de metros cúbicos de água por ano fornecidos pelo Ministério da Água da Jordânia, para manter o Azraq, só são suficientes para restaurar o Azraq a 10% do seu tamanho original. Hoje, há mais de 500 poços ilegais ainda bombeando água de Azraq. Em apenas 37 anos, o número de aves migrantes diminuiu de 347 000 em 02 de Fevereiro de 1967 para 1200 aves em 02 de Fevereiro de 2000. Azraq fornece água potável para um quarto de Amã.

## Acomodação
A RSCN mantém o Alojamento Azraq, localizado a vários quilómetros de distância das zonas húmidas, no qual existe uma loja de presentes, um restaurante e 16 quartos em um antigo hospital militar britânico dos anos 40.